# Compsobraconoides camptoneurus
Compsobraconoides camptoneurus är en stekelart som först beskrevs av Szepligeti 1906.  Compsobraconoides camptoneurus ingår i släktet Compsobraconoides och familjen bracksteklar. Inga underarter finns listade i Catalogue of Life.